# Obitelj Agnelli
Obitelj Agnelli je poznata talijanska obitelj. Poznati članovi obitelji su:
- Giovanni Agnelli (1866. – 1945.), talijanski proizvođač i osnivač Fiata
  - Edoardo Agnelli (1892. – 1935.), ttalijanski industrijalist i sin Giovannia
    - Gianni Agnelli (1921. – 2003.), utjecajan talijanski industrijalist, najstariji sin Edoarda
      - Edoardo Agnelli (1954. – 2000.), Gianniov sin

    - Marella Agnelli (1927.-), supruga Giannia
    - Susanna Agnelli (1922. – 2009.), talijanska političarka, sestra Giannia
    - Umberto Agnelli (1934. – 2004.), talijanski poduzetnik i političar, najmlađi brat Giannia
      - Andrea Agnelli (1975.- ) talijanski biznismen, predsjednik Juventusa, Umbertov sin
      - John Elkann (1976.- ) američko-talijanski biznismen, predsjendik Exora i Fiata, unuk Giannia

## Također pogledajte
- Fiat
- Juventus